# Bolesław Orgelbrand
Bolesław Orgelbrand (ur. 24 kwietnia 1884 w Warszawie, zm. 13 października 1957 w Poznaniu) – polski inżynier mechanik, specjalista w zakresie silników spalinowych, rektor Szkoły Inżynierskiej w Poznaniu, profesor Politechniki Poznańskiej.

## Życiorys
Pochodził ze znanej rodziny polskich encyklopedystów, był synem Hipolita i Anny Wenstein (nauczycielki języków obcych), wnukiem Samuela Orgelbranda. Ukończył gimnazjum realne w Warszawie (1902) i podjął studia na Politechnice Warszawskiej. Został zmuszony do przerwania nauki w 1905 (wziął udział w demonstracjach domagających się polskiego języka wykładowego), wyjechał do Belgii; w 1909 uzyskał dyplom inżyniera-mechanika z wyróżnieniem na politechnice w Gandawie.
W latach 1909–1921 pracował w przemyśle rosyjskim. Powrócił do niepodległej już Polski w 1922 i został zatrudniony jako konstruktor w warszawskiej Fabryce Silników „Perkun”. Jeszcze w tym samym roku przeniósł się do Poznania. Tam pracował w Zakładach H. Cegielski (szef biura technicznego) oraz wykładał w Państwowej Wyższej Szkole Budowy Maszyn i Elektrotechniki; w latach 1930–1936 pełnił funkcję dyrektora tej szkoły. Od 1936 był wizytatorem szkół przemysłowych przy Ministerstwie Wyznań Religijnych i Oświecenia Publicznego w Warszawie.
Pozostał w Warszawie w okresie okupacji, pracując jako kierownik sklepu. Po powstaniu warszawskim znalazł się w obozie pruszkowskim. Krótki czas mieszkał w Częstochowie. W marcu 1945 powrócił do Poznania i obowiązków dyrektora Państwowej Wyższej Szkoły Budowy Maszyn i Elektrotechniki; po powołaniu Szkoły Inżynierskiej w Poznaniu wraz z rokiem akademickim 1945/46 został jej pierwszym (i ostatnim) rektorem. W 1954 został mianowany profesorem nadzwyczajnym. W 1955 Szkołę Inżynierską przemianowano na Politechnikę Poznańską; Orgelbrand pozostał profesorem nowej uczelni, a w 1956 objął kierownictwo katedry motoryzacji rolnictwa (przedtem pod nazwą katedra silników spalinowych) na Wydziale Mechanizacji Rolnictwa. Wieloletni dorobek dydaktyczny zawarł w podręczniku O silnikach spalinowych (wydania 1946, 1948, 1957). Działał także w organizacjach społecznych i naukowych, należał m.in. do Poznańskiego Towarzystwa Przyjaciół Nauk.
Z małżeństwa z Anną z Werlingów miał syna Tadeusza (1918–2002), architekta. Pochowany został na cmentarzu Powązkowskim w Warszawie (kwatera 230-6-22).

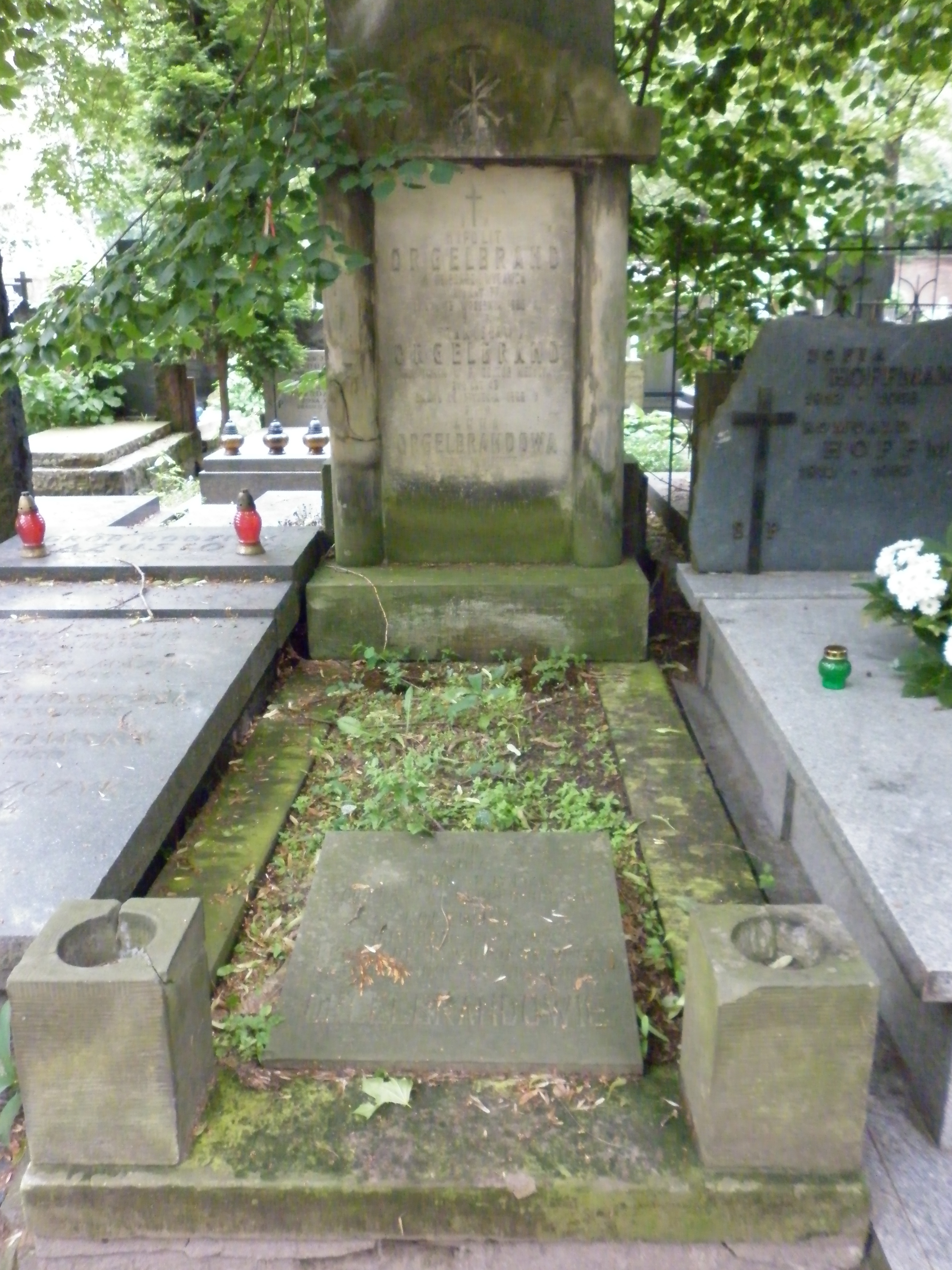
Grób Bolesława Orgelbranda na cmentarzu Powązkowskim

## Ordery i odznaczenia
- Krzyż Oficerski Orderu Odrodzenia Polski (30 września 1952)[2]
- Złoty Krzyż Zasługi (dwukrotnie: 11 listopada 1934[3], 31 sierpnia 1950[4])
- Medal 10-lecia Polski Ludowej (24 lutego 1955)[5]